# Ben Ahmed Attoumani
Ben Ahmed Attoumani (ur. 15 września 1982 w Dzahani) – komoryjski piłkarz występujący na pozycji obrońcy.
W barwach Villemomble Sports rozegrał 12 spotkań w trzeciej lidze francuskiej.
W reprezentacji Komorów zadebiutował 9 października 2010 w przegranym 0:1 meczu kw. do PNA 2012 z Mozambikiem. W latach 2010–2011 w drużynie narodowej zagrał trzy razy.